# Giuseppe Baldocci
Giuseppe Baldocci (Tunisi, 12 giugno 1937 – Roma, 9 agosto 2016) è stato un diplomatico italiano, segretario generale del Ministero degli affari esteri dal 24 settembre 2001 al 30 dicembre 2003.

## Biografia
Nato a Tunisi il 12 giugno 1937, si laurea in giurisprudenza all'Università degli Studi di Roma nel 1960. L'anno successivo, a seguito di concorso pubblico, entra nella carriera diplomatico-consolare ed è assegnato al Ministero.
Nel 1963 Baldocci è vice-console a Berlino e, nel 1966, è assegnato all'Ambasciata d'Italia a Bruxelles. Due anni dopo diventa Primo segretario di legazione a Sofia. Rientra a Roma, alla Segreteria generale del Ministero (1971-1973)  con Roberto Gaja come Segretario Generale ed è poi destinato a Parigi, come Consigliere per la stampa e l'informazione. Nel 1976, promosso Consigliere di ambasciata, assume le funzioni - sempre a Parigi - di Primo consigliere per la stampa e l'informazioni. Torna l'anno dopo alla Segreteria generale del Ministero e, nel 1978, è nominato Capo dell'Ufficio di segreteria del Segretario Generale Francesco Malfatti di Montetretto.
Nell'agosto 1983 Giuseppe Baldocci è nominato Ambasciatore d'Italia a Teheran, dove rimane quasi cinque anni svolgendo un lavoro diplomatico particolarmente complesso e delicato nel periodo successivo alla rivoluzione khomeinista.
Rientra al Ministero nel 1988, con l'incarico di Direttore generale del personale e dell'amministrazione.
Dal 1989 al 1992 è capo di gabinetto del Ministro degli affari esteri Gianni De Michelis; poi è nominato ambasciatore d'Italia presso la Santa Sede, accreditato anche presso il Sovrano militare ordine di Malta.
Tra il 1994 e il 1998 Baldocci è a capo della rappresentanza italiana permanente presso le Organizzazioni Internazionali con sede a Ginevra. Conduce in quegli anni con successo la campagna per la nomina dell’italiano Renato Ruggiero a primo Direttore Generale della neo-istituita Organizzazione mondiale del commercio (WTO) nel 1995. 
Torna nuovamente alla Farnesina con l'incarico di Direttore generale degli Affari Politici, per passare, nel 2000, alla Direzione generale per gli Affari Politici multilaterali ed i diritti umani.
Il 24 settembre 2001 Baldocci è nominato Segretario generale del Ministero degli affari esteri, sino alla data del suo collocamento a riposo il 31 dicembre 2003.